# Между редовете
„Между редовете“ е обзорно-публицистично предаване на телевизия СКАТ с автор и водещ Георги Ифандиев. Стартира в 22 часа на 4 април 2005 г. Първоначално има времетраене 15 минути, като по-късно продължителността му е увеличена на половин час и е преместено с начало от 21:30 часа.
Водещият провежда и редовни срещи със зрители в столичното кафене „Емигрантъ“ на бул. „Христо Ботев“ 74.
От 20 ноември 2006 г. „Между редовете“ е възобновено с водещ Антон Сираков.
Към днешна дата предаването е спряно от излъчване. 